# Lago Calhoun
El lago Calhoun (del inglés: Lake Calhoun) es un lago en Minneapolis y parte de la cadena de los lagos. Tiene una superficie de 171 hectáreas y una profundidad máxima de agua de 25 metros.
Originalmente, el lago fue llamado en el idioma siux Mde Ma-ka-ska, que significa "lago de la tierra blanca". Más tarde, fue llamado por los colonos "Medoza" o "Lago Loon". En memoria de John C. Calhoun, quien jugó un papel decisivo en la construcción de Fort Snelling, el lago pasó a llamarse Lake Calhoun.
Lake Calhoun es una zona recreativa popular con tres playas públicas. Ofrece excelentes condiciones para una variedad de actividades recreativas, como vela, windsurf, footing, ciclismo, natación o pesca, y cuenta con una buena asistencia debido a su ubicación en Minneapolis.